# Geschützter Landschaftsbestandteil Eichholz
Der Geschützte Landschaftsbestandteil Eichholz mit einer Flächengröße von 2,86 ha liegt nordöstlich von Thülen im Stadtgebiet von Brilon. Das Gebiet wurde 2001 mit dem Landschaftsplan Hoppecketal durch den Kreistag des Hochsauerlandkreises als Geschützter Landschaftsbestandteil (LB) ausgewiesen. Der LB ist im Norden, Osten und Süden umgeben vom Landschaftsschutzgebiet Freiflächen östlich Thülen.

## Beschreibung
Der Landschaftsplan führt zum LB aus: „Der LB erfasst mit seinem südöstlichen Teil ein buchenbestandenes, bewegtes Gelände, das teilweise durch Haldenablagerungen aus einer benachbarten, ehemaligen Kalkspatabgrabung überformt ist. In diesem Bereich liegen auch einige Ruderalflächen, sporadisch sind Feldgehölzstadien der natürlichen Sukzession entwickelt. Der nordwestliche Teil besteht aus einer Grünlandfläche, die durch einige weithin wirkende Solitärbuchen bzw. Baumgruppen gegliedert ist. Insgesamt bildet das Schutzobjekt eine für das Landschaftsbild und den Arten- und Biotopschutz interessante Unterbrechung der intensiv genutzten Ackerflächen, die westlich und östlich angrenzen. Abweichend von den Verboten im Landschaftsplan ist im südöstlichen Gebietsteil eine einzelstammweise forstliche Nutzung des vorhandenen Baumbestandes ohne Absprache mit der Unteren Landschaftsbehörde erlaubt, wenn sie unter größtmöglicher Schonung der Strauch- und Krautschicht erfolgt und im Rahmen der Wiederaufforstung lediglich Arten der potenziell natürlichen Vegetation (hier: Waldmeister-Buchenwald) eingebracht werden. Die Flächengröße und vorhandene Bestockung dieses LB-Teils erlaubt eine ordnungsgemäße forstwirtschaftliche Nutzung; diese muss jedoch so definiert werden, dass sie dem Schutzzweck (Landschaftsbild, Habitatfunktion) nicht zuwider läuft.“

## Schutzzweck
Der Landschaftsplan dokumentiert zum Schutzzweck:
„Als geschützte Landschaftsbestandteile werden Teile von Natur und Landschaft festgesetzt, soweit ihr besonderer Schutz
a) zur Sicherstellung der Leistungsfähigkeit des Naturhaushaltes,
b) zur Belebung, Gliederung oder Pflege des Orts- und Landschaftsbildes oder
c) zur Abwehr schädlicher Einwirkungen
erforderlich ist. Der Schutz kann sich in bestimmten Gebieten auf den gesamten Bestand an Bäumen, Hecken oder anderen Landschaftsbestandteilen erstrecken.“
Zu Verboten ist im Landschaftsplan aufgeführt:
„Nach § 34 Abs. 4 LG ist die Beseitigung eines geschützten Landschaftsbestandteils sowie alle Handlungen, die zu einer Zerstörung, Beschädigung oder Veränderung des geschützten Landschaftsbestandteils führen können, verboten.“
Mit dem Landschaftsplan wurde das Gebot erlassen:
„Die Geschützten Landschaftsbestandteile sind durch geeignete Pflegemaßnahmen zu erhalten, solange der dafür erforderliche Aufwand in Abwägung mit ihrer jeweiligen Bedeutung für Natur und Landschaft gerechtfertigt ist.“